# Maria-Claudia Tomany
Maria-Claudia Tomany (* 1967) ist eine deutsche Skandinavistin und Übersetzerin.

## Leben
Maria-Claudia Tomany absolvierte ein Studium der Skandinavistik und Anglistik, das sie 2004 mit der Promotion an der Universität München abschloss. Anschließend lehrte sie an den Universitäten in Frankfurt am Main und München sowie in den Vereinigten Staaten an der
Arizona State University und der Minnesota State University; gegenwärtig ist sie tätig an der Western State Colorado University. Neben der Arbeit auf ihrem wissenschaftlichen Fachgebiet, der mittelalterlichen und frühneuzeitlichen Kultur Nordeuropas, übersetzt sie Belletristik aus dem Isländischen ins Deutsche.  

## Werke
- „Destination Viking“ und „Orkneyinga saga“, München 2004. ISBN 978-3-8316-0417-3

## Übersetzungen
- Einar Kárason: Das gelobte Land, München 1999
- Einar Kárason: Die isländische Mafia, Wien 2001
- Einar Kárason: Törichter Männer Rat, Wien 1998
- Ólafur Gunnarsson: Niemand wie ich, Göttingen 2004